# Rio Grande
Sông Rio Grande (được biết đến ở México là Río Bravo del Norte, hoặc đơn giản là Río Bravo) là một dòng sông chảy từ phía tây nam bang Colorado của Hoa Kỳ đến Vịnh Mexico. Một phần của dòng sông tạo thành biên giới Mexico-Hoa Kỳ. Chiều dài của sông biến đổi theo diễn biến dòng chảy. Theo các Ủy ban ranh giới và nước quốc tế, tổng chiều dài của sông là 3.051 km (1.896 dặm) vào năm 1980. Tùy thuộc vào cách đo, Rio Grande là hệ thống sông dài nhất thứ tư hoặc thứ năm ở Bắc Mỹ. Sông Rio Grande tạo ra một biên giới tự nhiên giữa các tiểu bang Texas của Hoa Kỳ và các bang Chihuahua, Coahuila, Nuevo León, và Tamaulipas của México. Một đoạn rất ngắn của dòng sông là ranh giới giữa các tiểu bang Texas và New Mexico của Hoa Kỳ. Việc sử dụng nước quá nhiều của các thành phố lớn và diện tích tưới tiêu rộng lớn dọc theo con sông đã gây ra một số tác động tiêu cực đến dòng chảy của sông, ngày nay có ít hơn một phần năm lượng nước lịch sử của sông có thể đi ra đến biển. Gần cửa sông, Rio Grande Valley là một vùng nông nghiệp quan trọng.
Rio Grande có một lưu vực rộng 472.000 km² (182.200 dặm vuông). Nhiều bồn địa hoang mạc nằm trong hoặc liền kề lưu vực sông Rio Grande, và chúng đôi khi được xem như thuộc về lưu vực sông, nâng kích thước của lưu vực vào khoảng 870.000 km² (336.000 dặm vuông).

## Tên gọi
Tên gọi Río Grande là bằng tiếng Tây Ban Nha có nghĩa là "Sông lớn" và tên gọi Río Grande del Norte có nghĩa là "Con sông vĩ đại của phía Bắc". Trong tiếng Anh, Rio Grande is được phát âm bằng một trong hai cách là /ˈriːoʊ ˈɡrænd/ hay /ˈriːoʊ ˈɡrɑːndeɪ/. Bởi vì "río" có nghĩa là "sông" trong tiếng Tây Ban Nha, việc sử dụng cụm từ "Rio Grande River" trong tiếng Anh là không cần thiết.
Tại México, tên của sông là Río Bravo hay Río Bravo del Norte, "bravo" có nghĩa là "hung dữ" hay "dũng cảm". Một thành phố ven bờ sông bên phía Mexico đã sử dụng tên gọi này cho thành phố, (Río Bravo, Tamaulipas).